# Plectroglyphidodon imparipennis
Plectroglyphidodon imparipennis is een straalvinnige vissensoort uit de familie van rifbaarzen of koraaljuffertjes (Pomacentridae). De wetenschappelijke naam van de soort is voor het eerst geldig gepubliceerd in 1875 door Vaillant & Sauvage.